# روجر كاردينال
روجر كاردينال (بالإنجليزية: Roger Cardinal)‏ هو مؤرخ فنون بريطاني، ولد سنة 1940. تلقى تعليمه في كلية غنفيل وكيوس بجامعة كامبريدج.